# Neurobasis kimminsi
Neurobasis kimminsi är en trollsländeart som beskrevs av Maurits Anne Lieftinck 1955. Neurobasis kimminsi ingår i släktet Neurobasis och familjen jungfrusländor. IUCN kategoriserar arten globalt som livskraftig. Inga underarter finns listade i Catalogue of Life.